# Freddy Loix

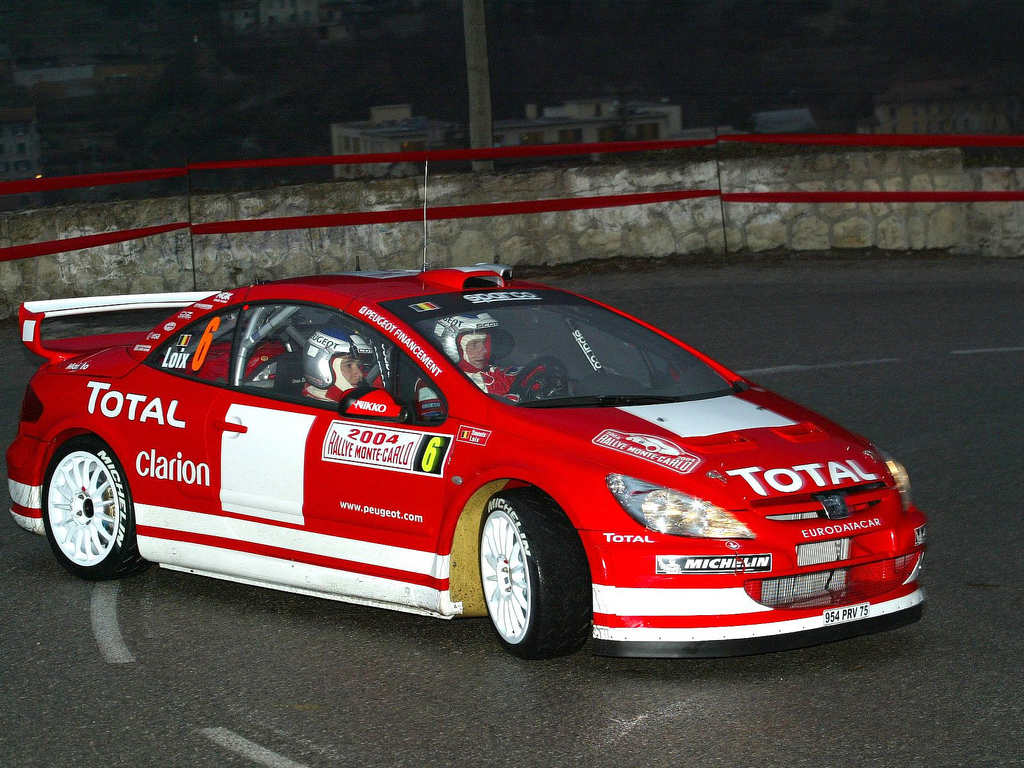
2004-ben a Monte Carlo-ralin

Freddy Loix (Tongeren, 1970. november 10. –) belga raliversenyző. Jelenleg a Peugeot Team Bel-Lux csapatának versenyzője az Interkontinentális ralibajnokságon.

## Pályafutása

### Rali-világbajnokság
Az 1993-as San Remo-ralin debütált a világbajnokságon. 1999 és 2001 között a Mitsubishi, 2002-ben és 2003-ban pedig a Hyundai gyár versenyzője volt. 2004-ben a Peugeot csapata alkalmazta több aszfaltos borítású versenyen.

### Interkontinentális ralibajnokság
2007 óta rendszeres résztvevője az Interkontinentális ralibajnokság versenyeinek. 2007-ben privátként, öt versenyen indult, és összesen öt pontot gyűjtött. Ez a bajnokság tizenkilencedik helyére volt elegendő. 2008-ban a Peugeot Team Bel-Lux csapatával, egy Peugeot 207 S2000-es versenyautóval versenyzett. Megnyerte hazája versenyét, az Ypres-ralit, valamint Svájcban és Csehországban is győzni tudott. A bajnokságban végül másodikként végzett.
A 2009-es szezonban nyolc versenyen indult. Két alkalommal végzett a dobogón, végül Kris Meeke és Jan Kopecky mögött a harmadik helyen zárt az összetett értékelésben.

## Külső hivatkozások
- Hivatalos honlapja
- Profilja az ewrc.cz honlapon